# Pallacanestro Biella 2012-2013
Questa voce raccoglie le informazioni riguardanti la Pallacanestro Biella nelle competizioni ufficiali della stagione 2012-2013.

## Stagione
La stagione 2012-2013 della Pallacanestro Biella, sponsorizzata Angelico è la 12ª nel massimo campionato italiano di pallacanestro.
All'inizio della nuova stagione la Lega Basket decise di modificare il regolamento riguardo al numero di giocatori stranieri da schierare contemporaneamente in campo. Si decise così di optare per la scelta della formula con 7 giocatori stranieri di cui massimo 3 non appartenenti a Paesi appartenenti alla FIBA Europe o alla convenzione di Cotonou.

## Roster
| Angelico Biella 2012-13 | Angelico Biella 2012-13 |
| Giocatori               | Staff tecnico           |
| ----------------------- | ----------------------- |

| N. | Naz.                                           | Ruolo | Nome                 | Anno | Alt.   | Peso   |  |
| -- | ---------------------------------------------- | ----- | -------------------- | ---- | ------ | ------ |  |
| 4  | Slovenia (bandiera)                            | AC    | Goran Jurak          | 1977 | 203 cm | 112 kg |  |
| 6  | Italia (bandiera)                              | AC    | Andrea Renzi         | 1989 | 207 cm | 105 kg |  |
| 7  | Italia (bandiera)                              | A     | Matteo Soragna (C)   | 1975 | 198 cm | 100 kg |  |
| 8  | Italia (bandiera)                              | GA    | Tommaso Raspino      | 1989 | 197 cm | 80 kg  |  |
| 9  | Italia (bandiera)                              | PG    | Marco Laganà         | 1993 | 197 cm | 84 kg  |  |
| 10 | Serbia (bandiera)                              | PG    | Nemanja Jaramaz      | 1991 | 200 cm | 90 kg  |  |
| 10 | Stati Uniti (bandiera) · Montenegro (bandiera) | P     | Taylor Rochestie     | 1985 | 185 cm | 88 kg  |  |
| 11 | Zimbabwe (bandiera)                            | C     | Julian Mavunga       | 1990 | 203 cm | 116 kg |  |
| 12 | Stati Uniti (bandiera)                         | G     | Trey Johnson         | 1984 | 196 cm | 98 kg  |  |
| 13 | Italia (bandiera)                              | G     | Lorenzo Uglietti     | 1994 | 190 cm | 78 kg  |  |
| 14 | Italia (bandiera)                              | C     | Roberto Chiacig      | 1974 | 210 cm | 115 kg |  |
| 15 | Grecia (bandiera)                              | AC    | Linos Chrysikopoulos | 1992 | 205 cm | 95 kg  |  |
| 16 | Grecia (bandiera)                              | G     | Dīmītrīs Tsaldarīs   | 1980 | 196 cm | 95 kg  |  |
| 20 | Italia (bandiera)                              | A     | Niccolò De Vico      | 1994 | 200 cm | 80 kg  |  |
| 21 | Stati Uniti (bandiera)                         | AG    | Craig Brackins       | 1987 | 208 cm | 105 kg |  |
| 21 | Stati Uniti (bandiera)                         | C     | Kevinn Pinkney       | 1983 | 208 cm | 110 kg |  |
| 23 | Stati Uniti (bandiera)                         | G     | Ramone Moore         | 1989 | 193 cm | 86 kg  |  |
| 24 | Stati Uniti (bandiera) · Guinea (bandiera)     | PG    | Russell Robinson     | 1986 | 185 cm | 85 kg  |  |
| -  | Italia (bandiera)                              | P     | Alessandro Amoruso   | 1994 | 176 cm |        |  |
| -  | Svezia (bandiera)                              | AC    | Will Magarity        | 1993 | 209 cm |        |  |
| -  | Italia (bandiera)                              | P     | Paolo Manavella      | 1995 | 181 cm |        |  |
| -  | Italia (bandiera)                              | G     | Roberto Monfermoso   | 1994 | 185 cm | 76 kg  |  |
| -  | Italia (bandiera)                              | G     | Federico Novello     | 1995 | 195 cm |        |  |
| -  | Italia (bandiera)                              | P     | Gustavo Savio        | 1994 | 184 cm |        |  |
| -  | Italia (bandiera)                              | AC    | Thomas Scaramal      | 1994 | 198 cm |        |  |
| -  | Rep. Ceca (bandiera)                           | C     | Prokop Slanina       | 1995 | 204 cm | 102 kg |  |

| Allenatore |
| - Massimo Cancellieri                                                                                                 |
| Assistente/i |
| - Federico Danna - Francesco Viola Legenda - (C) Capitano - (IN) Inattivo - Infortunato Aggiornato al: 17 luglio 2015 |

## Mercato

### Sessione estiva
| Acquisti | Acquisti         | Acquisti       | Acquisti      | Acquisti |
| R.       | Nome             | da             | Modalità      |          |
| -------- | ---------------- | -------------- | ------------- | -------- |
| GA       | Tommaso Raspino  | Fulgor Omegna  | fine prestito |          |
| PG       | Nemanja Jaramaz  | Partizan       | definitivo    |          |
| C        | Julian Mavunga   | Miami RedHawks | definitivo    |          |
| C        | Roberto Chiacig  | Pall. Reggiana | definitivo    |          |
| G        | Ramone Moore     | Temple Owls    | definitivo    |          |
| AG       | Craig Brackins   | Maccabi Ashdod | definitivo    |          |
| PG       | Russell Robinson | Trabzonspor    | definitivo    |          |
| C        | Prokop Slanina   | Prostějov      | definitivo    |          |

| Cessioni | Cessioni          | Cessioni           | Cessioni       |
| R.       | Nome              | a                  | Modalità       |
| -------- | ----------------- | ------------------ | -------------- |
| C        | Albert Miralles   | Alba Berlino       | fine contratto |
| P        | Jacob Pullen      | H. Gerusalemme     | fine contratto |
| G        | Nicola Minessi    | Basket Montichiari | fine contratto |
| G        | Aubrey Coleman    | ČEZ Nymburk        | fine contratto |
| AC       | Tadija Dragićević | Azov. Mariupol'    | fine contratto |
| PG       | Massimo Chessa    | Scaligera Verona   | fine contratto |
| AP       | Eric Lombardi     | Brescia            | prestito       |

### Dopo l'inizio della stagione
| Acquisti | Acquisti           | Acquisti         | Acquisti   | Acquisti |
| R.       | Nome               | da               | Modalità   |          |
| -------- | ------------------ | ---------------- | ---------- | -------- |
| AC       | Andrea Renzi       | Scaligera Verona | definitivo |          |
| P        | Taylor Rochestie   | Free agent       | definitivo |          |
| G        | Trey Johnson       | Bakersfield Jam  | definitivo |          |
| G        | Dīmītrīs Tsaldarīs | Kolossos Rodi    | definitivo |          |
| C        | Kevinn Pinkney     | Free agent       | definitivo |          |

| Cessioni | Cessioni             | Cessioni        | Cessioni                | Cessioni |
| R.       | Nome                 | a               | Modalità                |          |
| -------- | -------------------- | --------------- | ----------------------- | -------- |
| G        | Ramone Moore         | Hapoel Tel Aviv | rescissione consensuale |          |
| PG       | Nemanja Jaramaz      | Astana          | rescissione consensuale |          |
| C        | Roberto Chiacig      | Free agent      | rescissione consensuale |          |
| AG       | Craig Brackins       | Free agent      | rescissione consensuale |          |
| PG       | Russell Robinson     | Turów Zgorzelec | rescissione consensuale |          |
| AC       | Linos Chrysikopoulos | PAOK Salonicco  | rescissione consensuale |          |
| G        | Trey Johnson         | Free agent      | rescissione consensuale |          |
| C        | Kevinn Pinkney       | Trabzonspor     | rescissione consensuale |          |